# ROMI S.A.
ROMI S.A. é uma empresa brasileira fundada em 1930, em Santa Bárbara d'Oeste, no interior do estado de São Paulo, por Américo Emílio Romi, a partir de uma oficina de reparo de automóveis. Seus produtos e serviços são consumidos tanto no mercado nacional quanto no mercado externo., é a maior fabrica deste segmento no mundo. Foi a primeira indústria genuinamente brasileira a instalar linha de produção e conceber um automóvel 100%, o Romi-Isetta, um trator 100% brasileiro chamado "Toro", e o primeiro torno horizontal de ferramentaria 100% nacional, batizado de "Imor", anagrama do nome da própria indústria. 
Hoje, é uma empresa de renome internacional, cujos produtos e serviços são consumidos no mercado nacional e exportados para todos os continentes. Fornece para os mais variados setores da indústria, como aeronáutica, defesa, fabricantes e fornecedoras da cadeia automobilística, bens de consumo em geral, máquinas e implementos agrícolas e máquinas e equipamentos industriais, com qualidade, tecnologia e confiabilidade.
É uma Companhia de capital aberto, com ações negociadas na BM&FBovespa., e que produz equipamentos utilizados por empresas dos mais variados setores industriais, como o automotivo, energia, bens de consumo, infraestrutura, máquinas e implentos agrícolas, aeronáutico e de bens de capital, entre outros. No final da década de 1950 e início dos anos 1960 a Romi esteve diretamente envolvida com a produção de automóveis no Brasil, tendo sido a primeira indústria a lançar um automóvel produzido no País, o Romi-Isetta.

## Histórico

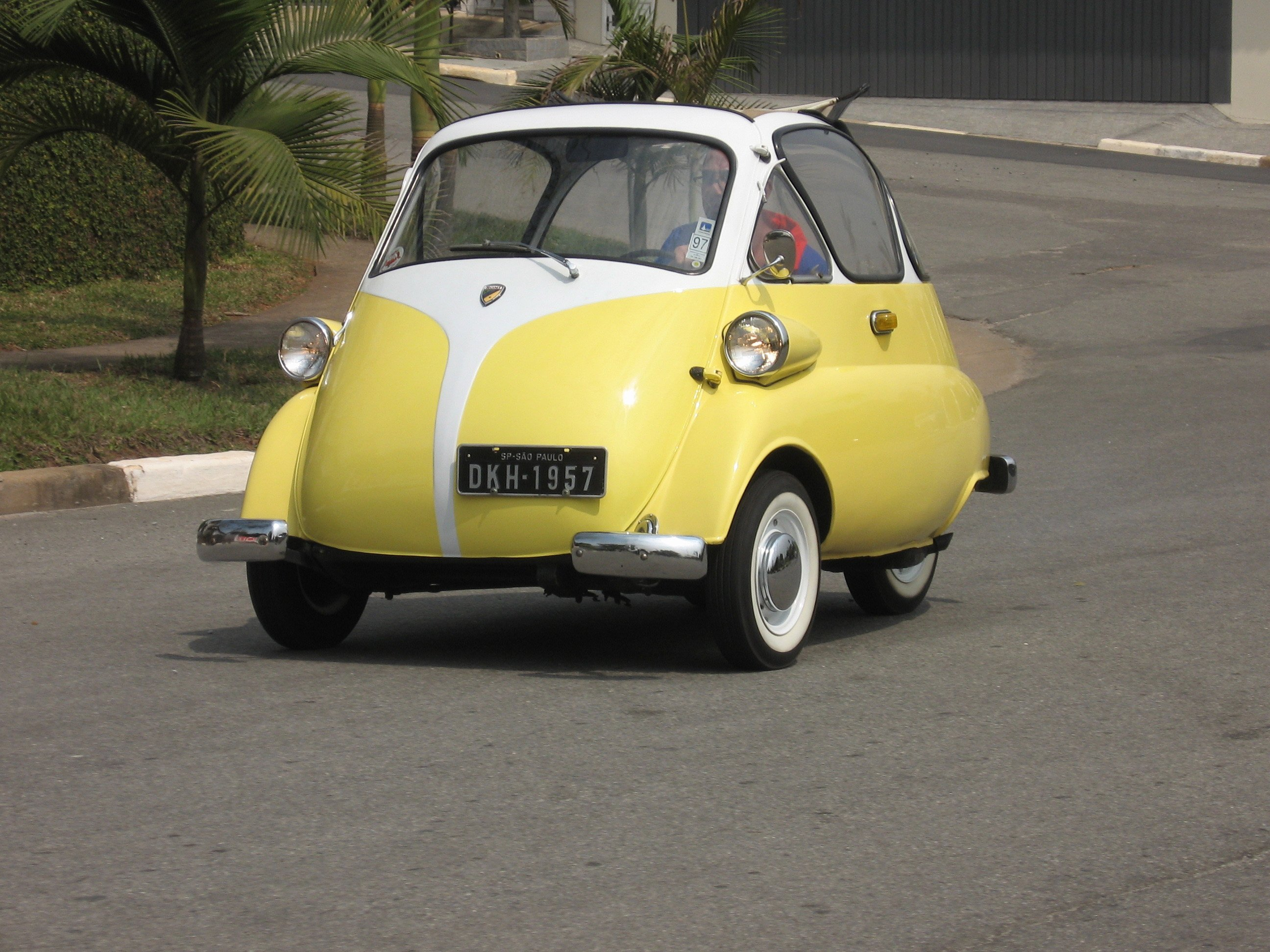
Romi-Isetta, o primeiro automóvel do Brasil.

Em 1930 é fundada a Garage Santa Bárbara, para manutenção de automóveis, e em 1934 é inaugurada a primeira fundição da empresa. Durante os primeiros anos, a Romi disponibiliza vários modelos de implementos agrícolas e, em 1938 adota a denominação de Máquinas Agrícolas Romi Ltda.
Em 1940 constrói uma plaina de mesa para a fabricação de barramentos de tornos. Em 1941 inicia a produção de máquinas operatrizes da marca Imor, com o modelo TP-5. Em 1942 produz 300 tornos do modelo TP-5 e no ano seguinte entrega a milésima unidade desse modelo. Em 1944 produz 1.700 tornos de vários modelos e efetua a primeira operação de exportação para a Argentina. Nesse mesmo ano, passa a ocupar uma nova sede, com 12.000 m². Em 1948 lança o trator Toro, primeiro trator fabricado no Brasil.
No início da década de 1950, após a compra de equipamentos nos Estados Unidos e na Inglaterra, lança novos modelos de tornos, com novos patamares de qualidade e de produtividade. Nesse panorama de crescimento, então, a Romi anuncia em 1955 que produzirá o primeiro carro brasileiro, sob licença da Iso, da Itália, o minicarro Romi-Isetta. O modelo se mostrara um sucesso de vendas na Europa, em especial na Alemanha, onde foi produzido pela BMW. Em 1956, é lançado o Romi-Isetta com produção pretendida de mais de mil unidades por ano. Poucos meses depois, a Vemag lançava a perua F91 Universal, produzida com peças importadas da DKW Alemã.
Em 1961 é encerrada a produção do Romi-Isetta, e em 1962 a denominação da empresa passa para ROMI S.A. Em 1966 é inaugurada uma sede em São Paulo e em 1967, é inaugurada a Rominor, em Recife. Em 1968 é instalado o primeiro computador na Romi, um dos primeiros do Brasil.

## Estrutura

### Produtos
Portfólio de produtos é composto por:
- Máquinas-ferramenta (máquinas e equipamentos para trabalhar metal por arranque de cavaco), em especial Centros de Torneamento, Tornos CNC, Tornos Convencionais, Centros de Usinagem e Mandrilhadoras.
- Máquinas para Processamento de Plásticos (máquinas e equipamentos para moldar plástico por injeção e por sopro).
- Peças de ferro fundido cinzento e nodular, fornecidas brutas ou usinadas.

### Instalações

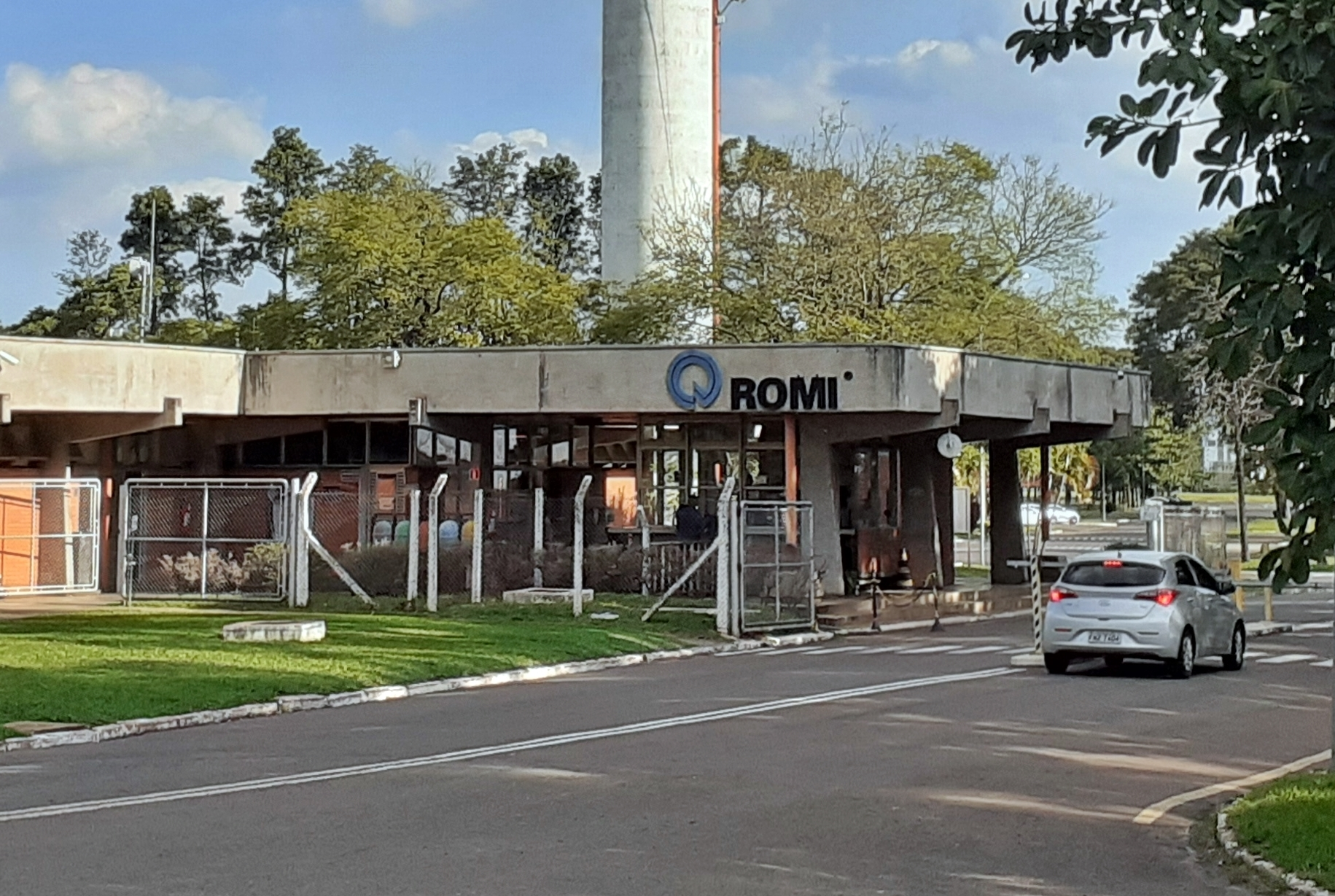
Entrada da fábrica da Romi no distrito industrial de Santa Bárbara d'Oeste.

Conta com 13 unidades fabris (11 no Brasil e 2 na Alemanha), que ocupam mais de 170 mil m² de área construída, sendo 5 de montagem final de máquinas industriais, 2 fundições, 3 de usinagem de componentes mecânicos, 2 para fabricação de componentes de chapas de aço e 1 planta para montagem de painéis eletrônicos. A capacidade instalada de produção de máquinas industriais é de aproximadamente 2.900 máquinas/ano e a de fundidos é de aproximadamente 50.000 toneladas/ano.

## Fundação
A Fundação Romi iniciou seu legado em 1957, em Santa Bárbara d’Oeste, pelo casal Américo Emílio Romi e Olímpia Gelli Romi. Tendo como missão promover o desenvolvimento social e humano através da educação e cultura, a Fundação Romi é pioneira na promoção da comunidade regional e na realização de ações sociais, beneficiando em média mais de 30 mil pessoas anualmente, através de seus dois grandes eixos: Educação e Cultura.